# Yazoo (gruppo musicale)
Gli Yazoo (Yaz per il mercato statunitense) sono stati un duo musicale synth pop/new wave britannico.

## Storia
Fu costituito alla fine del 1981 da Vince Clarke ed Alison Moyet a Basildon, in Inghilterra.
Clarke fino allo stesso anno era stato l'autore di testi e musiche dei Depeche Mode, anch'essi originari di Basildon, che avevano registrato un album e tre singoli per Mute Records, tra cui le hit New Life e Just Can't Get Enough.
Clarke conobbe la sconosciuta Moyet tramite un annuncio su una rivista specializzata. Il nome del gruppo, secondo Moyet, venne dalle etichette dei vecchi album blues della Yazoo Records. Appena sbarcati negli Stati Uniti si ritrovarono chiamati in causa per 3,5 milioni di sterline da parte dell'etichetta discografica stessa; inoltre un gruppo rock minore americano aveva lo stesso nome. Fu così che decisero di rinominarsi Yaz sul mercato americano.
Il 15 marzo 1982 uscì il singolo di esordio, Only You, seguito il 3 luglio da Don't Go; entrambi diventarono hit nelle classifiche del periodo.
L'album di esordio, sempre del 1982, s'intitolava Upstairs at Eric's e venne premiato con il disco di platino in Gran Bretagna dove raggiunse il secondo posto in classifica.
Il secondo e ultimo album uscì nel 1983: You and Me Both, esordì al secondo posto della classifica britannica, per salire al primo la settimana seguente. Al termine del 1989, a quasi sette anni dall'uscita, aveva venduto oltre un milione di copie.
Il duo si sciolse dopo i due album per divergenze sugli orientamenti musicali. Alison Moyet intraprese quindi una carriera solista mentre Vince Clarke, dopo varie esperienze, finì per fondare nel 1985 il duo degli Erasure.
A distanza di 25 anni il duo ha deciso di riformarsi per una serie di concerti tenutisi nell'estate del 2008 nel Regno Unito. La loro etichetta storica, la Mute Records, ha deciso di pubblicare il 16 maggio 2008 un cofanetto retrospettivo dedicato alla band e intitolato In Your Room contenente i due album incisi nel 1982 e 1983 rimasterizzati (pubblicati anche in edizione separata) più un cd di remix ed un DVD con tutti i video promozionali e le apparizioni televisive nelle edizioni di Top of the Pops dei primi 80. Tuttavia, nel maggio 2011 Alison Moyet dichiarò in un'intervista prima di un concerto a Londra in cui partecipò come ospite assieme a Vince Clarke che in quell'occasione il duo si sarebbe esibito per l'ultima volta, sancendo pertanto la fine della reunion.

## Discografia

### Album in studio
- 1982 – Upstairs at Eric's
- 1983 – You and Me Both

### Raccolte
- 1999 –  Only Yazoo - The Best of Yazoo
- 2008 – In Your Room

### Singoli
- 1982 – Only You
- 1982 – Don't Go
- 1982 – Situation
- 1982 – The Other Side of Love
- 1983 – Nobody's Diary

### EP
- 2008 – Reconnected EP